# Pellegrini-kormány
A Pellegrini-kormány Szlovákia 2018. március 22. óta hivatalban lévő koalíciós kormánya volt a 2020-as választásokig (ügyvezető kabinetként azonban a helyén maradt az új kormány megalakításáig). 2020 március 21.-én megszűnt a kormány.

## Megalakulása
A Kuciak-gyilkosságot követő belpolitikai válság miatt 2018. március 15-én lemondott a Robert Fico vezette harmadik Fico-kormány. Andrej Kiska államfő Peter Pellegrinit kérte fel kormányalakításra. 2018. március 19-én Robert Fico bejelentette az új kormány tagjainak névsorát. Hárompárti kormány alakult a baloldali Smer-SD, a jobboldali Szlovák Nemzeti Párt (SNS), a Most–Híd szlovák-magyar vegyespárt részvételével. A pártok a megelőző időszakban is együtt kormányoztak egy a megalakulásakor még négypárti koalícióban, melynek azonban időközben egyik tagja, a Háló szétesett, parlamenti frakciója felbomlott. Az új kormány sok tagja azonos az előzőével.

## Kormányösszetétel
A Pellegrini-kormány összetétele 2018. március 22-től:
| Név                                                     | Hivatal kezdete    | Hivatal vége       | Párt           | Megjegyzés                               |
| Miniszterelnök                                          | Miniszterelnök     | Miniszterelnök     | Miniszterelnök | Miniszterelnök                           |
| ------------------------------------------------------- | ------------------ | ------------------ | -------------- | ---------------------------------------- |
| Peter Pellegrini                                        | 2018. március 22.  | 2020. március 21.  | Smer–SD        |                                          |
| Befektetésekért felelős miniszterelnök-helyettes        |                    |                    |                |                                          |
| Richard Raši                                            | 2018. március 22.  | 2020. március 21.  | Smer–SD        |                                          |
| Belügyminiszter (egyben miniszterelnök-helyettes)       |                    |                    |                |                                          |
| Tomáš Drucker                                           | 2018. március 22.  | 2018. április 17.  | Smer–SD        |                                          |
| Peter Pellegrini                                        | 2018. április 17.  | 2018. április 26.  | Smer–SD        | ideiglenesen, mint kormányfő             |
| Denisa Saková                                           | 2018. április 26.  | 2020. március 21.  | Smer–SD        |                                          |
| Igazságügy-miniszter (egyben miniszterelnök-helyettes)  |                    |                    |                |                                          |
| Gál Gábor                                               | 2018. március 22.  | 2020. március 21.  | Most–Híd       |                                          |
| Pénzügyminiszter                                        |                    |                    |                |                                          |
| Peter Kažimír                                           | 2018. március 22.  | 2019. április 11.  | Smer–SD        | a párt egyik alelnöke                    |
| Peter Pellegrini                                        | 2019. április 11.  | 2019. május 7.     | Smer–SD        | ideiglenesen, mint kormányfő             |
| Ladislav Kamenický                                      | 2019. május 7.     | 2020. március 21.  | Smer–SD        |                                          |
| Külügyminiszter                                         |                    |                    |                |                                          |
| Miroslav Lajčák                                         | 2018. március 22.. | 2020. március 21.  | Smer–SD        |                                          |
| Munkaügyi, szociális és családügyi miniszter            |                    |                    |                |                                          |
| Ján Richter                                             | 2018. március 22.  | 2020. március 21.  | Smer–SD        |                                          |
| Közlekedési, építésügyi és területfejlesztési miniszter |                    |                    |                |                                          |
| Érsek Árpád                                             | 2018. március 22.  | 2020. március 21.  | Most–Híd       |                                          |
| Gazdasági miniszter                                     |                    |                    |                |                                          |
| Peter Žiga                                              | 2018. március 22.  | 2020. március 21.  | Smer–SD        |                                          |
| Kulturális miniszter                                    |                    |                    |                |                                          |
| Ľubica Laššáková                                        | 2018. március 22.  | 2020. március 21.  | Smer–SD        |                                          |
| Védelmi miniszter                                       |                    |                    |                |                                          |
| Peter Gajdoš                                            | 2018. március 22.  | 2020. március 21.  | SNS            |                                          |
| Oktatási, tudományos, kutatási és sportminiszter        |                    |                    |                |                                          |
| Martina Lubyová                                         | 2018. március 22.  | 2020. március 21.  | SNS            |                                          |
| Egészségügyi miniszter                                  |                    |                    |                |                                          |
| Andrea Kalavská                                         | 2018. március 22.  | 2019. december 17. | Smer–SD        |                                          |
| Peter Pellegrini                                        | 2019. december 17. | 2020. március 21.  | Smer–SD        | ideiglenesen, mint kormányfő             |
| Mezőgazdasági és vidékfejlesztési miniszter             |                    |                    |                |                                          |
| Gabriela Matečná                                        | 2018. március 22.  | 2020. március 21.  | SNS            |                                          |
| Környezetvédelmi miniszter                              |                    |                    |                |                                          |
| Sólymos László                                          | 2018. március 22.  | 2020. január 28.   | Most–Híd       | a párt egyik alelnöke                    |
| Érsek Árpád                                             | 2020. január 28.   | 2020. március 21.  | Most–Híd       | ideiglenesen, mint közlekedési miniszter |